# Karl Ludwig Grotefend
Karl Ludwig Grotefend, född 22 december 1807 i Frankfurt am Main, död 27 oktober 1874 i Hannover, var en tysk historiker, arkivarie och numismatiker. Han var son till Georg Friedrich Grotefend och far till Hermann Grotefend.  
Grotefend var verksam som statsarkivarie i Hannover. Han utgav arbeten i  bland annat klassisk filologi, numismatik och niedersachsisk lokalhistoria. Han ägde en storartad samling asiatiska, grekiska och romerska mynt.